# بيرغر بريفيك
بيرغر بريفيك هو سياسي نرويجي، ولد في 26 أكتوبر 1912 في فيرسدال في النرويج، وتوفي في 28 يونيو 1996. نشط حزبياً في الحزب الديمقراطي المسيحي. وقد انتخب كاتب عام Norwegian Lutheran Mission ‏ (1970 – 1982) وانتخب عضو برلمان النرويج ‏ عن دائرة Aust-Agder (Storting constituency) ‏ وقد انضم خلال فترته النيابية ‏ (1958 – 1961) للكتلة البرلمانية الحزب الديمقراطي المسيحي.